# Oleksandr Scheydyk
Oleksandr Scheydyk (* 13. September 1980) ist ein ukrainischer Radrennfahrer.

## Karriere
Oleksandr Scheydyk wurde 2006 bei der Rumänien-Rundfahrt zweimal Etappendritter und konnte so auch den dritten Platz in der Gesamtwertung belegen. In der Saison 2007 gewann er die dritte Etappe der Serbien-Rundfahrt. 2008 schloss sich Scheydyk dem ukrainische Continental Team ISD-Sport Donetsk an, bei dem er bis auf das Jahr 2012 in dem er für das italienische ProTeam Lampre-ISD fuhr bis zum Ablauf der Saison 2014 blieb. Für diese Mannschaft gewann er 2010 Etappen beim Grand Prix of Adygeya, der Tour of Szeklerland und der Tour des Pyrénées.

## Erfolge
2007
- eine Etappe Serbien-Rundfahrt

2010
- eine Etappe Grand Prix of Adygeya
- zwei Etappen Tour of Szeklerland
- eine Etappe Tour des Pyrénées

## Teams
- 2008 ISD-Sport Donetsk
- 2009 ISD-Sport Donetsk
- 2010 ISD Continental Team
- 2011 ISD-Lampre Continental
- 2012 Lampre-ISD
- 2013 ISD Continental Team